# Ctenodactylidae
Pour les articles homonymes, voir Goundi et Gondi.
Cténodactylidés, goundis
Famille
Les Cténodactylidés (Ctenodactylidae), goundis,, ou gondis, sont une famille de petits rongeurs que l'on trouve en Afrique et dont la classification est encore discutée.

## Étymologie
Ctenodactylidae est formé à partir du grec ancien, cteno (Κτενός), qui signifie « peigne » et daktylos (δάκτυλος) qui signifie « doigt ». Cela fait référence à la présence d'une sorte de peigne sur le dessus des pattes des goundis, servant au toilettage.

## Caractéristiques
Les goundis sont des petits animaux qui passent le plus clair de leur temps à dormir et qui ne sortent du sommeil que pour chercher de quoi se nourrir. Ce sont des herbivores qui ont la particularité de ne pas boire.

## Classification et systématique
C'est le zoologiste et paléontologue français Paul Gervais (1816-1879) qui a créé la famille des Ctenodactylidae en 1853.
Selon les classifications, elle est classée dans le sous-ordre des Sciuravida (ITIS) ou bien dans l'infra-ordre des Ctenodactylomorphi (MSW).

## Liste des sous-familles et genres
Selon Mammal Species of the World (version 3, 2005)  (4 déc. 2012), ITIS (4 déc. 2012) et Catalogue of Life (4 déc. 2012) :
- genre Ctenodactylus Gray, 1830 - deux espèces
- genre Felovia Lataste, 1886 - genre monotypique : Goundi de Félou[1]
- genre Massoutiera Lataste, 1885 - genre monotypique : Goundi du Mzab[1]
- genre Pectinator Blyth, 1856 - genre monotypique : Pectinator de Speke[1],[2]

Selon Paleobiology Database (4 déc. 2012) :
- genre Advenimus
- genre Africanomys
- genre Anadianomys
- genre Birbalomys
- genre Chapattimys
- genre Confiniummys
- sous-famille Ctenodactylinae
- genre Ctenodactylus
- genre Dubiomys
- genre Gumbatomys
- genre Irhoudia
- genre Karakoromys
- genre Leptotataromys
- genre Metasayimys
- genre Ottomania
- genre Pectinator
- genre Petrokoslovia
- genre Petrokozlovia
- genre Protataromys
- genre Saykanomys
- genre Tamquammys
- genre Tataromys
- genre Terrarboreus
- genre Testouromys
- genre Tsinlingomys
- genre Woodomys
- genre Yindirtemys
- genre Yuomys